# Far Eastern Air Transport
FAT Taiwan Inc., (cinese: 遠東航空) operante come Far Eastern Air Transport (FAT), era una compagnia aerea con sede nel distretto di Songshan, Taipei, Taiwan.
Fondata nel 1957, operava servizi nazionali da Taipei e Kaohsiung a cinque città regionali e servizi internazionali verso il sud-est asiatico, la Corea del Sud e Palau. La sua base principale era l'aeroporto di Songshan. Dopo una serie di crisi finanziarie all'inizio del 2008, la compagnia aerea annunciò pubblicamente il suo fallimento e interruppe tutti i voli a partire dal 13 maggio 2008. La compagnia aerea riprese le operazioni il 18 aprile 2011 ed uscì da una ristrutturazione il 16 ottobre 2015. Nonostante ciò, continuò ad affrontare problemi finanziari e le operazioni sono state interrotte dal 13 dicembre 2019.

## Storia
La compagnia aerea venne fondata nel 1957 e iniziò le operazioni nel novembre dello stesso anno. Inizialmente si concentrava sui voli charter fino all'introduzione dei servizi di linea nel gennaio 1965. Per i successivi 30 anni, la compagnia aerea è stata la compagnia aerea principale sulle rotte nazionali taiwanesi e nel 1996 gli venne concesso il diritto di effettuare voli internazionali regolari dall'aeroporto internazionale di Kaohsiung a Palau e Subic Bay. Iniziò le operazioni cargo nella regione asiatica nel 2004. A partire dal 2004, FAT investì nella compagnia aerea cambogiana Angkor Airways, che successivamente interruppe le operazioni il 9 maggio 2009.
A causa dell'aumento dei prezzi del carburante e dell'inaugurazione della Taiwan High Speed Rail, la compagnia aerea subì perdite finanziarie dall'inizio del 2007 e la situazione peggiorò seriamente a causa di una cattiva gestione finanziaria e investimenti rischiosi. Il 13 febbraio 2008, la FAT non riuscì a pagare 848.000 dollari statunitensi dovuti all'International Clearing House, una controllata finanziaria della International Air Transport Association (IATA); di conseguenza, la IATA annullò l'iscrizione della compagnia. Sebbene un tribunale locale abbia accolto la domanda di ristrutturazione della FAT il 23 febbraio 2008, nei tre mesi successivi non riuscì ancora a ottenere i fondi necessari e la protezione contro il fallimento della società scadde il 22 maggio. FAT aveva smesso di pagare gli stipendi dei dipendenti, ma il personale era ancora in servizio a maggio 2008 perché volevano provare a salvare l'azienda, ma alcuni dicevano che non potevano resistere a lungo.
Il 27 novembre 2010, un McDonnell Douglas MD-83 della FAT iniziò i test di volo all'aeroporto di Taipei Songshan alle 10 del mattino, segnando il ritorno della compagnia aerea nei cieli. L'autorità aeronautica di Taiwan ha concesso una licenza di volo di prova alla FAT ma ha richiesto un volo di prova aggiuntivo e un deposito di 50 milioni di NT $ prima di concedere nuovamente una licenza di esercizio della compagnia aerea. La compagnia aerea ha riavviato i suoi servizi il 18 aprile 2011. La società ha nuovamente annunciato l'interruzione di tutte le operazioni il 13 dicembre 2019. Tuttavia, il giorno successivo, il presidente della società ha revocato tale dichiarazione. Il ministro dei trasporti Lin Chia-lung ha confermato il 16 dicembre 2019 che il Far Eastern Air Transport aveva effettivamente cessato le operazioni e aveva dovuto discutere la ripresa dei servizi con l'amministrazione dell'aeronautica civile. Nel gennaio 2020, l'amministrazione dell'aeronautica civile ha raccomandato al Ministero dei trasporti e delle comunicazioni di revocare il certificato di operatore aereo di Far Easter Air Transport. Più tardi quel mese, il presidente della compagnia Chang Kang-wei dichiarò che un gruppo di persone guidate da Tsai Meng-che si era offerto di investire nella compagnia se il governo avesse revocato le restrizioni ai voli. Dopo l'annuncio, un certo numero di dipendenti della FAT ha presentato una petizione al governo, chiedendo alle autorità competenti di revocare le restrizioni sulla compagnia aerea. Il 31 gennaio 2020, il Ministero dei trasporti e delle comunicazioni ha revocato formalmente il certificato di operatore aereo della Far Eastern Air Transport. I pubblici ministeri di Taiwan hanno chiesto una punizione severa per Chang Kang-wei (張 綱 維), presidente della Far Eastern Air Transport Corp. (FAT), con l'accusa di frode, abuso di fiducia, appropriazione indebita e violazioni del Securities and Exchange Act tra gli altri reati.

## Destinazioni
Far Eastern Air Transport operava voli di linea verso le seguenti destinazioni:
| Stato         | Città     | Aeroporto                                    |
| ------------- | --------- | -------------------------------------------- |
| Cambogia      | Siem Reap | Aeroporto Internazionale di Siem Reap-Angkor |
| Cina          | Chengdu   | Aeroporto di Chengdu-Shuangliu               |
| Cina          | Fuzhou    | Aeroporto Internazionale di Fuzhou Changle   |
| Cina          | Hefei     | Aeroporto Internazionale di Hefei Xinqiao    |
| Cina          | Taiyuan   | Aeroporto Internazionale di Taiyuan Wusu     |
| Cina          | Tianjin   | Aeroporto di Tientsin-Binhai                 |
| Cina          | Xiamen    | Aeroporto Internazionale di Xiamen Gaoqi     |
| Corea del Sud | Jeju      | Aeroporto Internazionale di Jeju             |
| Giappone      | Niigata   | Aeroporto di Niigata                         |
| Taiwan        | Kaohsiung | Aeroporto Internazionale di Kaohsiung        |
| Taiwan        | Kinmen    | Aeroporto di Kinmen                          |
| Taiwan        | Magong    | Aeroporto Penghu                             |
| Taiwan        | Taichung  | Aeroporto Internazionale di Taichung         |
| Taiwan        | Taipei    | Aeroporto Songshan                           |
| Taiwan        | Taipei    | Aeroporto di Taipei-Taoyuan                  |
| Vietnam       | Đà Nẵng   | Aeroporto Internazionale di Da Nang          |

## Flotta
Nel corso degli anni Far Eastern Air Transport ha operato con i seguenti modelli di aeromobili:

## Incidenti
- Il 24 febbraio 1969, il volo Far Eastern Air Transport 104, un Handley Page Dart Herald, precipitò durante una discesa di emergenza a seguito di un guasto a un motore. L'aereo passò sopra una zona boscosa e atterrò in una piccola area sgombra finendo in un torrente. 36 vittime.[22]
- Il 20 febbraio 1970, un Douglas C-47 operante un volo cargo colpì un monte a 1 050 piedi (320 m) di altitudine. Morirono entrambi i membri dell'equipaggio.[23]
- Il 31 luglio 1975, un Vickers Viscount, marche B-2029, stallò e precipitò sulla pista durante l'atterraggio a causa di una forte tempesta. Le vittime furono 27 dei 75 a bordo.[24]
- Il 26 agosto 1980, un Vickers 812 Viscount della Bouraq Indonesia Airlines e operante un volo per la FAT, marche PK-IVS, subì un cedimento strutturale mentre era in volo verso Giacarta. Le vittime furono 31 dei 37 a bordo.[25]
- Il 22 agosto 1981, il volo Far Eastern Air Transport 103, un Boeing 737-200, 14 minuti dopo il decollo subì una decompressione esplosiva e si disintegrò. I detriti caddero in un'area di 6 chilometri situata a circa 151 chilometri a Sud di Taipei. Il muso precipitò a Sanyi, Contea di Miaoli. Altri detriti finirono nel distretto di Yuanli, nel distretto di Tongluo e nel distretto di Tongxiao. Persero la vita tutti i 110 passeggeri e membri dell'equipaggio. Dopo l'incidente, poiché la zona era montuosa e l'accesso con i veicoli era difficoltoso, i resti delle vittime furono trasportati in treno dalla stazione ferroviaria di Shengxing. Sebbene si ipotizzasse in anticipo che l'incidente fosse stato causato da un ordigno esplosivo, un'indagine del consiglio aeronautico civile della Repubblica di Cina concluse che una grave corrosione aveva causato una rottura della fusoliera pressurizzata. La grave corrosione era dovuta ai numerosi cicli di volo pressurizzati che l'aeromobile aveva effettuato e che le crepe non erano state probabilmente rilevate.[26]